# Tupiperla flinti
Tupiperla flinti is een steenvlieg uit de familie Gripopterygidae. De wetenschappelijke naam van de soort is voor het eerst geldig gepubliceerd in 2002 door Froehlich.